# Regne de Navarra
El Regne de Navarra fou un regne pirinenc aparegut a l'alta edat mitjana en l'antic territori dels vascons que conformà un dels nuclis de resistència cristiana davant de la dominació islàmica de la península Ibèrica, anàleg al Regne d'Aragó i als comtats catalans, o al Regne d'Astúries a la serralada Cantàbrica. El terme Navarra va començar a aparèixer cap a la fi de l'època visigòtica, vers el segle vii; després de la conquesta àrab, es va constituir en el comtat de Pamplona, la capital històrica, quan el cabdill basc Ènnec Arista dirigí una revolta contra els francs; i amb el temps anà canviant de títol, esdevenint primer Regne de Pamplona i, més tard, Regne de Navarra, a partir de Sanç VI. El títol del príncep hereu del regne era el de príncep de Viana.

## El comtat i el Regne de Pamplona

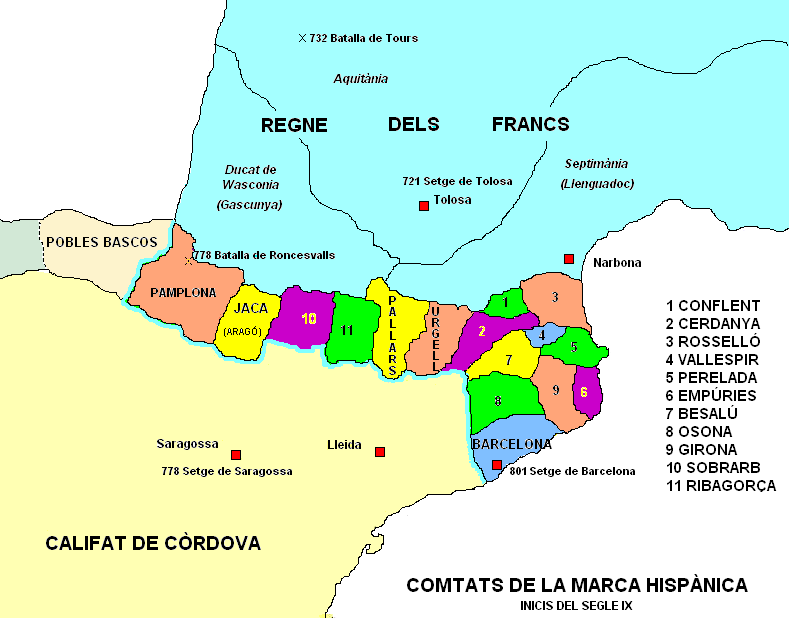
Navarra amb els altres comtats cristians al sud dels Pirineus

El nom de Navarra deriva de nava, un nom comú per a les valls planes envoltades de turons (vegeu les Navas de Tolosa) i la paraula basca herri, que vol dir 'país'.
El comtat de Pamplona es va formar en el territori tradicional dels vascons, una tribu preromana, que ocupava el flanc meridional dels Pirineus i la part occidental del golf de Biscaia. Poc se sap de la història primerenca del país, però és cert que ni els romans, ni els visigots ni els musulmans van aconseguir sotmetre els habitants de la regió, que s'havien mantingut al marge del procés de romanització. En el curs del segle vi es produí una emigració considerable de vascons al nord de la serralada pirinenca, a conseqüència de la pressió d'atacs dels reis visigots a l'oest i al sud, així com d'un buit de poder als límits del control franc a Aquitània. Així els vascons van mantenir la seva independència.
El pas de Roncesvalls, que condueix de França a Navarra, va fer de la regió un important punt estratègic a partir del segle vi. Els vascons es van defensar amb èxit contra els invasors musulmans així com dels francs; la dominació de Carlemany, que va conquistar Navarra el 778, fou de breu durada, ja que el mateix any el derrotaren al mateix pas de Roncesvalls. És probable que un poder autònom o lligat al ducat de Gascunya aconseguís el poder a Pamplona durant un temps, però el 799 els musulmans hi tornaven a dominar, perquè en aquest any el governador Mutarrif, de la família dels Banu Qasi, fou assassinat; després d'això, la família dels Ennecs va prendre el poder, però hauria estat enderrocada el 806 per la família francòfila dels Belascos, i entre l'any 806 i el 812 Navarra estigué de nou sota control franc.
El 812 els vascons es van revoltar i els Ennec, en aliança amb els Banu Qasi, van intentar restablir el seu domini. A l'assemblea general del Regne d'Aquitània a Tolosa el 812 es va decidir combatre la revolta. Les forces de Lluís el Pietós van arribar a Dax, on començaven les terres dels vascons, i van fer ofertes de negociació, cridant als principals nobles que podien col·laborar amb els rebels del sud, la major part dels quals van refusar acudir. Llavors, van avançar cap a Pamplona i van devastar el país i van obligar els rebels a demanar la pau, que els fou acordada. Lluís va entrar a Pamplona retornant poc després a l'altre costat dels Pirineus i, per evitar una altra sorpresa a Roncesvalls, va prendre mesures destacant una part de l'exèrcit a controlar el pas; tot i les precaucions, encara fou atacat en un punt del congost, però els francs, ja sobre avís, van resistir l'atac fins que els vascons es van retirar. El seu duc fou penjat segons l'Astrònom (que no en dona el nom). Lluís va exigir ostatges i va acabar de passar els Pirineus sense més incidents.
Els emperadors francs, però, a causa de les dificultats del país, no podien controlar completament els límits perifèrics del seu imperi. Una vegada Lluís va sortir del país, el domini franc es devia esvair. Fou llavors quan es va iniciar la formació d'una dinastia de vascons. Així, el 824, Ènnec Arista, fill d'Ennec, fou escollit rei de Pamplona, mentre el seu germà gran Garcia Ximenes va rebre el ducat de Gascunya. El fill d'aquest, Ximeno I, fou proclamat rei a la mort d'Ènnec el 852, però els nobles navarresos preferiren el fill d'Ènnec, Garcia I, com a successor, iniciant una primera dinastia a Navarra. El 905, Sanç I, net de Ximeno I, fou nomenat rei canviant la dinastia Arista per la dinastia Ximena.

## El Regne de Pamplona

### La dinastia Ximena
El primer rei històric de Navarra fou Sanç II Garcés, dit Abarca, que va governar des de Pamplona com a rei de Navarra i comte d'Aragó a partir de l'any 970 fins al 994. Sembla que fou el 987 quan es va proclamar rei de Navarra, i utilitzà el títol per primera vegada. Tot i això, els governants anteriors, amb títol o no, continuen sent considerats també reis de Navarra o reis de Pamplona. Almansor va saquejar Pamplona en 999,
Sota Sanç II i els seus successors, Navarra va arribar a estendre's vers el sud. Amb l'arribada de Sanç III el Gran va arribar al màxim exponent de poder. Així, aquest, rei de Navarra i comte d'Aragó, es va casar amb l'hereva del Regne de Castella Múnia I, unint també aquesta corona sota el seu poder a partir de 1029. Aquest fou un període de gran prosperitat i va aconseguir estendre Castella fins al riu Pisuerga i Cea. A la seva mort, el febrer de 1035, la vasta herència es repartí entre els seus quatre fills i va esclatar una lluita entre Garcia Sanxes i Ferran I de Castella pel repartiment de terres castellanes; morí Garcia en la batalla d'Atapuerca el 15 de setembre de 1054. Els territoris de Sanç III no van ser units de nou fins a Ferran el Catòlic: el Regne de Castella es va unir posteriorment al Regne de Lleó, el comtat d'Aragó s'uní per matrimoni dinàstic amb el comtat de Barcelona, mentre el Regne de Navarra es mantingué independent, si bé tingué períodes sota poder del comtat de Xampanya i posteriorment del Regne de França.
Els descendents de Sanç III tingueren sota el seu poder les actuals Navarra i País Basc, que posteriorment passarien al Regne de Castella, i al nord dels Pirineus la Baixa Navarra, que actualment forma part de França. Així mateix, arribaren a dominar el nord de l'actual província de Burgos així com part de La Rioja i dels voltants de Tarazona. Sanç III repartí la seva herència entre els seus fills, separant-se així Navarra d'Aragó, però en 1076, amb la mort de Sanç IV de Pamplona i la invasió de Pamplona per Castella, Ènnec I López com a senyor de Nàjera es declara vassall del rei de Castella i La Rioja i Biscaia queden sota la influència castellana, i mentre que Navarra quedà unida de nou al Regne d'Aragó i després a la Corona d'Aragó, quedant lliure d'agressions externes a l'est, però no recuperà mai el territori occidental pres per Castella. L'any 1200, Alfons VIII de Castella va annexionar les províncies basques de Biscaia i Guipúscoa.

## El Regne de Navarra

### La dinastia Ximena
A la mort de l'últim d'aquests reis, Alfons I d'Aragó i Pamplona, sense descendència, Aragó passà al germà petit Ramir II d'Aragó mentre Navarra passà a un descendent il·legítim de Garcia IV, Sanxes III de Navarra i net de Rodrigo Díaz de Vivar, Garcia V Ramires, primer a proclamar-se rei de Navarra.
Aquest, per ascendir al tron, va haver de lliurar La Rioja a Castella el 1136, i la ciutat de Tarassona a Aragó el 1157, així com declarar-se vassall del rei Alfons VII de Castella. El fill d'aquest, Sanç VI, aconseguí fortificar Navarra i va donar furs a un bon nombre de ciutats.
Sanç VII es va apropiar dels rèdits d'esglésies i convents, construint grans palaus. Mentre aquest es trobava absent a Àfrica, en un viatge induït com a expedició aventurera, els reis de Castella i Aragó van envair Navarra, cosa que comportà la pèrdua de la província d'Àlaba. Però aquest rei sempre serà recordat per la gran empenta que va proporcionar a la batalla de Las Navas de Tolosa el 1212, ja que gràcies al seu coratge s'aconseguí la victòria definitiva sobre els musulmans i es donà el gran salt per a la conquesta.
La seva mort sense fills i la de la seva germana Berenguera de Navarra, casada amb Ricard I d'Anglaterra, també sense descendència, comportà la fi de la dinastia Ximena i la instauració de la dinastia Xampanya, gràcies al casament de la seva germana més jove Blanca de Navarra amb Teobald III de Xampanya.

### Dinastia Xampanya
Tot i la reclamació per part dels comtes reis de la Corona d'Aragó sobre la sobirania de Navarra, els comtes de Xampanya regnaren a Navarra gràcies al suport de la noblesa navarresa.
Teobald I de Navarra, fill de Teobald III, va fer de la seva cort un gran centre neuràlgic per a la poesia trobadoresca. A partir d'aquest moment, la dinastia Xampanya inicià un acostament a la monarquia francesa gràcies al casament de l'anterior amb la germana del rei Lluís IX de França, i la del fill d'aquests, Teobald II, amb la germana de Felip III. Finalment, Blanca d'Artois, la vídua del rei, amb una Navarra envaïda altre cop per les corones castellanes i aragoneses, buscà refugi a la cort francesa i feu que la filla del difunt Enric I de Navarra, la reina Joana I de Navarra, es casés amb el seu cosí el rei de França Felip IV, i així, s'inicià una nova dinastia regnant a Navarra, la dinastia Capet.

### Dinastia Capet
Entre 1284 i 1328, la corona navarresa es mantingué sota l'empara dels últims reis capets francesos. El 1328, a la mort de Carles IV de França, últim rei de la dinastia Capet, Navarra es declarà independent i es va entronitzar reina de Navarra Joana II, filla de Lluís X de França. Aquesta, l'any següent, es casà amb Felip III Evreux, que inicià una nova dinastia.

### Dinastia Evreux
Joana II i Felip III, net de Felip III de França, governaren conjuntament el regne. Foren uns anys de lluita contra els musulmans i de participació activa, per part de Navarra, en la Guerra dels Cent Anys amb el bàndol anglès. El juny de 1374, a petició de Lluís I de Provença, un exèrcit castellà i francès va posar setge a Baiona, punt clau de comunicació entre el Regne de Navarra i el Regne d'Anglaterra. Els castellans van posar setge per mar i per terra, però la resistència de la ciutat i la manca de col·laboració francesa va obligar a aixecar el setge.
La dinastia Evreux governà fins al 1441, quan morí la reina Blanca I de Navarra, per la qual cosa el regne passà al marit d'aquesta, el príncep Joan d'Aragó.

### Dinastia Trastàmara
A la mort de Blanca I de Navarra, el Regne de Navarra passà a mans del seu marit, cosa que comportà l'aparició de greus enfrontaments entre Joan i els seus fills. Així, la Guerra Civil navarresa provocà l'enfrontament entre els beaumontesos, partidaris de Carles de Viana (hereu legítim a la mort de la seva mare Blanca), i els agramontesos, partidaris del príncep d'Aragó. El 1425, Carles fou derrotat, empresonat i desheretat pel seu pare. La mort el 1461 de Carles per causes naturals (tot i que hi ha qui parla d'un possible enverinament per part de la seva madrastra Joana Enríquez) va provocar que la filla segona del príncep, Blanca II, fos designada hereva del regne pels partidaris de Carles. A la mort de Joan II, el qual havia ascendit el 1485 al tron de la Corona d'Aragó, la tercera filla entre aquest i Blanca I, Elionor I de Navarra, fou nomenada reina.

### Dinastia Foix
Elionor I s'havia casat el 1436 amb Gastó IV de Foix, per la qual el seu net Francesc I de Navarra inicià una nova dinastia regnant. La germana d'aquest, Caterina I de Navarra finalitzà la breu dinastia en casar-se amb Joan III Albret.

### Dinastia Albret
El 1512, amb Caterina I al poder, Ferran el Catòlic envaí l'Alta Navarra (la part situada al sud dels Pirineus) i l'annexionà a la Corona d'Aragó i, al cap de tres anys, a la Corona de Castella. A partir d'aquell moment, la dinastia Albret passà a governar només l'Alta Navarra. Enric II de Navarra el 1521 tropes franceses enviades per Francesc I de França comandades per André de Foix, van entrar a Navarra i van ocupar Pamplona però les tropes franceses van ser derrotades a Logronyo i Noain al juny del 1521 per les tropes espanyoles, molt superiors en nombre amb la pèrdua de 5.000 homes en la que André de Foix va ser ferit i fet presoner, i els castellans van entrar a Pamplona, conquerint altre cop l'Alta Navarra, si bé la Baixa Navarra (la part més enllà dels Pirineus, i situada avui en dia en territori fracès) fou evacuada per motius de seguretat i en aquesta part és on va conservar el títol Enric II. Els Albret van governar l'Alta Navarra fins al 1572 amb la mort de Joana III de Navarra.

### Dinastia Borbó
El casament d'aquesta amb Antoni de Borbó comportà l'entronització d'una nova dinastia regnant a Navarra, la dinastia Borbó, que en fou l'última. Així, el fill de Joana III, Enric III de Navarra, ascendí el tron el 1572 mentre el 1598 fou nomenat rei de França amb el nom d'Enric IV. El fill d'aquest, Lluís XIII, fou l'últim rei de Navarra, ja que el 1620 aquest títol serà revertit a la corona francesa.

## Llengües a l'edat mitjana
A l'edat mitjana, la població parlava basc i variants de llengües romàniques: el navarrès endogen i el llenguadocià, variant de l'occità, de caràcter exogen. El basc seguiria sent predominant entre la població rural, encara que, malgrat el seu major arrelament entre les classes més baixes, es feia servir poc de manera escrita i de manera en qualsevol cas informal. El romànic navarrès, adoptat com a llengua de la Cancelleria Reial el 1223, deixant postergat el llatí, va ser la llengua oficial del regne des d'almenys el 1329. Aquesta variant romànica s'imposaria progressivament a l'occità com a llengua escrita, i fou reemplaçada pel castellà a la fi d'aquest període. Al nord dels Pirineus, a la Baixa Navarra, els textos de les administracions eclesiàstica, senyorial i municipal apareixen escrits en navarrès i en gascó.